# Pavel Bořkovec
Pavel Bořkovec (né le 10 juin 1894 à Prague – mort le 22 juillet 1972 à Prague) était un compositeur et professeur de musique tchécoslovaque.

## Biographie
Bořkovec étudia au Conservatoire de Prague sous la direction de Josef Suk. De 1946 à 1967 il enseigna à l'Académie tchèque des arts musicaux où il eut pour étudiants Pavel Blatný, Jiří Pauer, Vladimír Sommer, Petr Eben, Jan Klusák et Jan Truhlář. Parmi ses compositions on compte deux opéras, deux concerto pour piano, un concerto grosso, un ballet, et cinq quatuors à cordes. Son épouse Olga est morte en 1976.

## Sélection d’œuvres
Scène
- Krysař, Ballet-Pantomime en 2 scènes (1939)
- Paleček, Opéra (1959)
- Satyr, Opéra d'après Johann Wolfgang von Goethe (1942)

Orchestre
- Concerto pour violoncelle et orchestre (1952)
- Concerto n° 1 pour piano et orchestre (1931)
- Concerto n° 2 pour piano et orchestre (1949–1950)
- Concerto pour Violon et Orchestre
- Concerto grosso (1942)
- Partita per grande orchestra (1936)
- Sinfonietta in uno movimento (1967–1968)
- Symphonie n° 1, Op.6
- Symphonie n° 2 (1955)
- Symphonie n° 3 (1959)

Musique de chambre
- Dva tance, Tango a Menuet (2 Danses, Tango et Menuet) pour saxophone (violon ad lib.) et piano
- Intermezzo pour cor (ou violoncelle) et piano (1965)
- Octuor pour flûte, hautbois, clarinette, cor, basson, violon, alto, violoncelle et contrebasse (1940–1941)
- Quintette pour flûte, hautbois, clarinette, cor et basson(1932)
- Sonate pour alto solo, Op.12 (1933)
- Sonate n° 1 pour violon et piano (1934)
- Sonate n° 2 pour violon et piano (1956)
- Sonatine pour violon et piano (1942)
- Quatuor à cordes n° 1 (1925)
- Quatuor à cordes n° 2, Op.7
- Quatuor à cordes n° 3
- Quatuor à cordes n° 4 (avant 1948)
- Quatuor à cordes n° 5 (1961)

Piano
- Suite pour Piano (1931)
- Dvě klavírní skladby (2 pièces pour piano)

Vocal
- Jen jedenkrát, Melodrame sur un poème de P. Bezruče
- 7 Písní na básně Vítězslava Nezvala (7 chansons sur des poèmes de Vítězslav Nezval) pour soprano et piano, Op.15
- Rozmarné písně pour baryton et piano (1932)
- Šest písní pro detský sbor (6 chansons pour chœur d'enfants) sur des poèmes de Jaroslav Seifert (1949)
- Sny (Rêves), 7 chansons pour alto et orchestre